# حارة دادية (ذمار)
حارة دادية هي إحدى حارات مدينة ذمار التابعة لمحافظة ذمار، بلغ تعداد سكانها 476 نسمة حسب تعداد اليمن لعام 2004.